# Seznam kapitol mangy Zaslíbená Země Nezemě
Toto je seznam kapitol mangy Zaslíbená Země Nezemě, kterou psal Kaiu Širai a kreslil Posuka Demizu. Od srpna 2016 do června 2020 vycházela v časopise Šúkan šónen Jump a jednotlivé kapitoly byly ve formátu tankóbon vydány ve dvaceti svazcích. V Česku vydává mangu nakladatelství CREW. Dosud vydalo deset svazků. Jedenáctý svazek má vyjít v červenci 2021.
Uvedené názvy dosud nevydaných kapitol jsou neoficiálními překlady původních názvů, jelikož vydavatel ještě neuvedl jejich oficiální české překlady.

## Seznam svazků
Šablona:Tankóbon/Zápatí